# 伏暅
伏暅（462年—520年），字玄耀，平昌安丘人，南北朝南齊、南梁官員。

## 生平
伏暅是臨海太守伏曼容的兒子，自幼繼承父親事業，能說明玄學，和樂安任昉、彭城劉曼齊名。他從南齊奉朝請起家，兼任太學博士，不久擔任東陽郡丞，期滿轉職鄞縣縣令；當時伏曼容已經致仕，因此多讓伏暅擔任外職供養伏曼容。南齊末年，伏暅獲任命為尚書都官郎，仍然任職衛軍記室參軍。梁武帝建立南梁，遷轉為國子博士，因父親逝世辭官；服桑完畢後為車騎諮議參軍，累遷司空長史、中書侍郎、前軍將軍、兼任五經博士，和吏部尚書徐勉、中書侍郎周捨共同負責五禮事務。其後他外任永陽內史，在郡內廉潔，令當地治務平靜。郡內居民何貞秀等一百五十四人上報州府，湘州刺史得知，就審問核察到十五件事獲人民懷念，梁武帝稱讚伏暅，徵用為新安太守，任期間如擔任永陽內史時般清廉恭謹，沒有賦稅的人民，他總會拿出太守田米資助。郡內多麻苧，家人都沒有拿來紡織，他的意志是如此堅定，而新安屬縣始新、遂安和海寧縣民同時為他立生祠。
伏暅獲徵用為國子博士，領長水校尉，其時始興內史何遠治績清廉，梁武帝詔用為黃門侍郎，不久遷任信武將軍、監吳郡。他自以為名聲輩份在何遠之前，當官也廉正清白，而何遠多次得到擢升，他才略微升遷階而感到不滿，托辭患病留在家。很快伏暅推說到東陽送妹妹的喪事，留在會稽建屋，同時上表解官，武帝下詔任命他為豫章內史，他才回來拜任。擔任豫章內史三年後，朝廷徵用伏暅為給事黃門侍郎，領授國子博士，唯未及起用就在普通元年（520年）於郡內去世，虛歲五十九，尚書右僕射徐勉為他寫下墓誌。最初，伏暅的父親伏曼容和樂安任瑤藏匿在南齊太尉王儉處，任瑤的兒子任昉和伏暅都受到知遇。不久任昉才遇較好，南齊末年已擔任司徒右長史，伏暅仍留任在參軍事；他們過世時的名位也相異。他個性節儉樸素，車輛衣服粗惡都比較粗糙，表面上雖然不謀求高官，實際上亦在道德、智慧上競爭，因此被時人譏諷。

## 家族
- 高祖父東晉東晉著作郎伏滔[9]
- 曾祖父不詳
- 祖父劉宋司空主簿伏胤之[9]
- 父親南梁臨海太守伏曼容[9]
- 兒子南梁丹陽尹伏挺[10]

## 引用
1. 1 2  《梁書·卷五十三·列傳第四十七》：伏暅字玄耀，曼容之子也。幼傳父業，能言玄理，與樂安任昉、彭城劉曼俱知名。起家齊奉朝請，仍兼太學博士，尋除東陽郡丞，秩滿爲鄞令。時曼容已致仕，故頻以外職處暅，令其得養焉。齊末，始爲尚書都官郎，仍爲衛軍記室參軍。高祖踐阼，遷國子博士，父憂去職。服闋，爲車騎諮議參軍，累遷司空長史、中書侍郎、前軍將軍、兼《五經》博士，與吏部尚書徐勉、中書侍郎周捨，總知五禮事。
2. 1 2  《南史·卷七十一·列傳第六十一》：伏曼容字公儀，平昌安丘人，晉著作郎滔之曾孫也。父胤之，宋司空主簿。……子暅。暅字玄曜，幼傳父業，能言玄理，與樂安任昉、彭城劉曼俱知名。仕齊位東陽郡丞、鄞令。時曼容已致仕，故頻以外職處暅，令得養焉。梁武帝踐阼，兼五經博士，與吏部尚書徐勉、中書侍郎周舍總知五禮事。
3. ↑  《梁書·卷五十三·列傳第四十七》：出爲永陽內史，在郡清潔，治務安靜。郡民何貞秀等一百五十四人詣州言狀，湘州刺史以聞。詔勘有十五事爲吏民所懷，高祖善之，徵爲新安太守。在郡清恪，如永陽時。民賦稅不登者，輒以太守田米助之。郡多麻苧，家人乃至無以爲繩，其厲志如此。屬縣始新、遂安、海寧，並同時生爲立祠。
4. ↑  《南史·卷七十一·列傳第六十一》：出為永陽內史，在郡清潔，政務安靜，郡人何貞秀等一百五十四人詣州言狀，湘州刺史以聞。詔勘有十五事為吏人所懷，帝善之。徙新安太守，在郡清恪如永陽時。人賦稅不登者，輒以太守田米助之。郡多麻苧，家人乃至無以為繩，其厲志如此。屬縣始新、遂安、海寧並同時生為立祠。
5. ↑  《梁書·卷五十三·列傳第四十七》：徵爲國子博士，領長水校尉。時始興內史何遠累著清績，高祖詔擢爲黃門侍郎，俄遷信武將軍、監吳郡。暅自以名輩素在遠前，爲吏俱稱廉白，遠累見擢，暅遷階而已，意望不滿，多托疾居家。尋求假到東陽迎妹喪，因留會稽築宅，自表解，高祖詔以爲豫章內史，暅乃出拜。視事三年，徵爲給事黃門侍郎，領國子博士，未及起。普通元年，卒於郡，時年五十九。尚書右僕射徐勉爲之墓誌，其一章曰：「東區南服，愛結民胥，相望伏闕，繼軌奏書。或臥其轍，或扳其車，或圖其像，或式其閭。思耿借寇，曷以尚諸。」
6. ↑  《南史·卷七十一·列傳第六十一》：徵為國子博士，領長水校尉。時始興內史何遠累著清績，武帝擢為黃門侍郎，俄遷信武將軍、監吳郡事。暅自以名輩素在遠前，為吏俱稱廉白，遠累見擢，暅循階而已，意望不滿，多托疾居家。尋求假到東陽迎妹喪，因留會稽築宅，自表解職。詔以為豫章內史，乃出拜。徵為給事黃門侍郎，領國子博士，未赴卒。
7. ↑  《梁書·卷五十三·列傳第四十七》：初，暅父曼容與樂安任瑤皆匿於齊太尉王儉，瑤子昉及暅並見知。頃之，昉才遇稍盛，齊末，昉已爲司徒右長史，暅猶滯於參軍事；及其終也，名位略相侔。暅性儉素，車服粗惡，外雖退靜，內不免心競，故見譏於時。
8. ↑  《南史·卷七十一·列傳第六十一》：初，暅父曼容與樂安任遙皆昵于齊太尉王儉，遙子昉及暅並見知。頃之，昉才遇稍盛，齊末已為司徒左長史，暅獨滯於參軍事，及終名位略相侔。暅性儉素，車服粗惡，外雖退靜，內不免心競，故見譏于時。
9. 1 2 3  《梁書·卷四十八·列傳第四十二》：伏曼容字公儀，平昌安丘人。曾祖滔，晉著作郎。父胤之，宋司空主簿。……子暅，在《良吏傳》。
10. ↑  《梁書·卷五十·列傳第四十四》：伏挺字士標。父暅，爲豫章內史，在《良吏傳》。

## 延伸阅读
[在维基数据编辑]
 《梁書·卷53》，出自姚思廉《梁書》